# Shoofly Pie

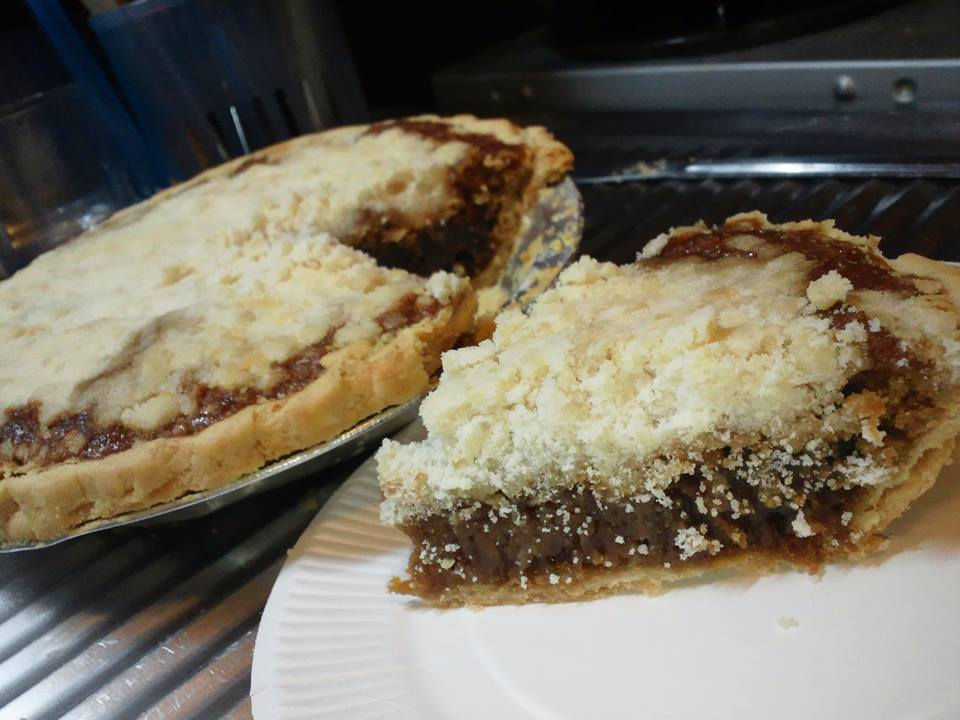
Angeschnittener Shoofly pie

Shoofly pie [ʃuːflʌɪˈpʌɪ] ist ein amerikanischer Kuchen (Coffee cake), dessen Erfindung im 19. Jahrhundert den deutschstämmigen Pennsylvania Dutch zugesprochen wird. Es handelt sich um einen in einer runden Form gebackenen hohen Kuchen, der im Wesentlichen aus Mehl, Butter und braunem Zucker oder Melasse sowie Streuseln besteht und als Variante eines klassischen deutschen Streuselkuchens gilt. Mittlerweile gibt es Shoofly pie auch mit Obstfüllungen. Traditionell sind zwei Varianten: eine Zubereitung mit „wet bottom“ (weiche Füllung und Streusel als Auflage) und eine mit „dry bottom“ (Füllung und Streusel werden vermischt), wobei letztere bei den Pennsylvania Dutch auch zum Frühstück gegessen wird. Zum Kaffee wird der Kuchen heute meist noch warm und mit Schlagsahne serviert.
Einige Kulturhistoriker halten diesen Kuchen für eine Abwandlung des Centennial cake, der in Philadelphia seit 1876 bekannt ist und der ähnlich zubereitet wird. Andere betrachten den Rivelkuche (Streuselkuchen) der deutschen Einwanderer als Vorbild, der als „crumb cake“ in Pennsylvania seit den 1860er Jahren belegt ist. Der Name Shooefly cake taucht erstmals um 1890 in einem Manuskript in Pennsylvania auf, als gedrucktes Rezept jedoch erst 1926. 
Der Ausdruck „to shoo flies“ bedeutet auf Englisch „Fliegen verscheuchen“; der Name spielt wahrscheinlich darauf an, dass der süße Kuchen im Haushalt die Fliegen anzog, die deshalb ständig verscheucht werden mussten.

## Shoofly Pie in den Künsten
Shoofly Pie and Apple Pan Dowdy, Text: Sammy Gallop, Musik: Guy Wood, ist ein Song von 1945, der in den Versionen von Dinah Shore sowie des Stan Kenton Orchestra mit June Christy als Sängerin ein Hit wurde. Wood erzählt, er habe im Wartezimmer eines Zahnarztes Rezepte von Shoofly Pie und dem Apfelgebäck Apple Pan Dowdy gesehen, den Klang und Rhythmus dieser sprachlichen Zusammenstellung ausprobiert und daraufhin den Song geschrieben. Es habe sich um einen Gag-Song gehandelt; der Text erklärt schlicht, diese Gerichte hellten die Stimmung auf und erfreuten den Magen.
In Patricia Highsmiths Roman Das Zittern des Fälschers erwähnt die Romanfigur Kathryn Darby diese Spezialität aus Pennsylvania und lenkt damit die Hauptfigur des Romans, Howard Ingham, von seiner Depression ab.